# Eragrostis tinge-lingua
Eragrostis tinge-lingua là một loài thực vật có hoa trong họ Hòa thảo. Loài này được S.Moore mô tả khoa học đầu tiên năm 1895.